# Resolutie 1444 Veiligheidsraad Verenigde Naties
Resolutie 1444 van de Veiligheidsraad van de Verenigde Naties werd op 27 november 2002 unaniem aangenomen door de VN-Veiligheidsraad. De resolutie verlengde de toestemming voor de ISAF-troepenmacht van de NAVO in Afghanistan met een jaar.

## Achtergrond
In 1979 werd Afghanistan bezet door de Sovjet-Unie, die vervolgens werd bestreden door Afghaanse krijgsheren. Toen de Sovjets zich in 1988 terugtrokken raakten ze echter slaags met elkaar. In het begin van de jaren 1990 kwamen ook de Taliban op. In september 1996 namen die de hoofdstad Kabul in. Tegen het einde van het decennium hadden ze het grootste deel van het land onder controle en riepen ze een streng islamitische staat uit.
In 2001 verklaarden de Verenigde Staten met bondgenoten hun de oorlog en moesten ze zich terugtrekken, waarna een interim-regering werd opgericht.

## Inhoud
De Veiligheidsraad herinnerde aan zijn eerdere resoluties inzake Afghanistan; in het bijzonder de resoluties 1386 en 1413. De Afghaanse soevereiniteit, onafhankelijkheid, territoriale integriteit en nationale eenheid stonden voorop.
De Veiligheidsraad steunde de internationale inspanningen om terrorisme uit te roeien, overeenkomstig het Handvest van de Verenigde Naties. De eerdere resoluties 1368 en 1373 werden in herinnering geroepen.
Het Afghaanse volk was zelf verantwoordelijk voor de ordehandhaving in het land. De Afghaanse Overgangsautoriteit werkte daarom aan de oprichting van een representatieve, professionele en multi-etnische politiemacht. Ze werkte ook samen met de International Security Assistance Force (ISAF), hetgeen door de Raad werd verwelkomd.
De Raad waardeerde nogmaals het aanbod van Turkije om het commando over de ISAF te voeren. Duitsland en Nederland boden aan dit commando vervolgens tezamen van Turkije over te nemen.
De autorisatie van de ISAF werd vanaf 20 december met een periode van een jaar verlengd. De deelnemende landen werden ook geautoriseerd om alle nodige maatregelen te nemen ter uitvoering van het mandaat. De leiding van de ISAF werd gevraagd hier elk kwartaal over te rapporteren.

## Verwante resoluties
- Resolutie 1413 Veiligheidsraad Verenigde Naties
- Resolutie 1419 Veiligheidsraad Verenigde Naties
- Resolutie 1453 Veiligheidsraad Verenigde Naties
- Resolutie 1471 Veiligheidsraad Verenigde Naties (2003)

Lijst ·  1387 ·  1388 ·  1389 ·  1390 ·  1391 ·  1392 ·  1393 ·  1394 ·  1395 ·  1396 ·  1397 ·  1398 ·  1399 ·  1400 ·  1401 ·  1402 ·  1403 ·  1404 ·  1405 ·  1406 ·  1407 ·  1408 ·  1409 ·  1410 ·  1411 ·  1412 ·  1413 ·  1414 ·  1415 ·  1416 ·  1417 ·  1418 ·  1419 ·  1420 ·  1421 ·  1422 ·  1423 ·  1424 ·  1425 ·  1426 ·  1427 ·  1428 ·  1429 ·  1430 ·  1431 ·  1432 ·  1433 ·  1434 ·  1435 ·  1436 ·  1437 ·  1438 ·  1439 ·  1440 ·  1441 ·  1442 ·  1443 ·  1444 ·  1445 ·  1446 ·  1447 ·  1448 ·  1449 ·  1450 ·  1451 ·  1452 ·  1453 ·  1454